# 7912 Lapovok
7912 Lapovok eller 1978 PO3 är en asteroid i huvudbältet som upptäcktes den 8 augusti 1978 av den rysk-sovjetiske astronomen Nikolaj Tjernych vid Krims astrofysiska observatorium på Krim. Den har fått sitt namn efter den ryske radiospecialisten Jakov Semjonovitj Lapovok (1931–2014).
Asteroiden har en diameter på ungefär sju kilometer.